# Polistes maranonensis
Polistes maranonensis är en getingart som beskrevs av Abraham Willink 1964.
Polistes maranonensis ingår i släktet pappersgetingar, och familjen getingar. Inga underarter finns listade i Catalogue of Life.